# Hermenegildo García Verde
Hermenegildo García Verde (Buenos Aires, 27 de octubre de 1884-Sevilla, 18 de abril de 1965) fue un futbolista, artista y hacendado argentino-español.

## Biografía
Nació en el seno de una familia profundamente católica. Era hijo del indiano Hermenegildo García Sanz (1850-1929) y de Cándida Verde Delgado (1860-1932). Su padre, vinculado al Partido Integrista, fue uno de los favorecedores del diario El Siglo Futuro y destacó por sus obras de caridad, llegando a fundar tres colegios para pobres en la provincia de Soria. El patriarca soriano, defensor de las tesis tradicionalistas, proporcionó a sus hijos una estricta educación cristiana y solía hablarles con admiración del presidente ecuatoriano Gabriel García Moreno, héroe de la causa católica.
Siendo niño, Hermenegildo se trasladó con su familia desde Argentina hasta España, de dónde procedían sus padres. Residieron primero en Bilbao, aunque pasaban todos los veranos y parte del otoño en Soria y en Derroñadas, el pueblo natal de su padre.
Hermenegildo García Verde fue pionero en algunas actividades deportivas y manifestaciones artísticas en la provincia de Soria. Aficionado al fútbol, entre 1903 y 1910 formó parte del Athletic Club de Bilbao. Al trasladarse con su familia a pasar los inviernos a Madrid, fue fundador, medio centro y capitán del Atlético de Madrid, equipo en el que destacó como uno de los mejores jugadores. Una vez que la sucursal madrileña rompió su dependencia del club bilbaíno García llegó a ser su contador.
Además del fútbol, practicó otros deportes como la pelota mano, el alpinismo o la natación, y, según José Tudela, fue el primer deportista que cruzó a nado la Laguna Negra de Urbión.
Dedicado también a la pintura, fue discípulo en Madrid de Eduardo Chicharro y condiscípulo y amigo del mejicano Diego Rivera. También fue amigo de Gustavo de Maeztu y colaboró con Joaquín Sorolla para que este pintara unos tipos sorianos.
En política era tradicionalista y en diciembre de 1910 se inscribió para concurrir a un banquete en homenaje a las minorías carlistas e integristas de las Cortes, organizado por el diario El Correo Español en Madrid.
Puesto que su familia mantenía aún negocios y haciendas en Argentina, en 1916 Hermenegildo García Verde regresó a Buenos Aires. Durante el viaje, conoció a José Ortega Munilla y José Ortega y Gasset, a quienes mostró lo más destacado de la colonia soriana en tierras del Plata y juntos visitaron la Patagonia. Hermenegildo y los Ortega desarrollarían una estrecha amistad, a pesar de sus diferencias ideológicas. A consecuencia de esta relación, Ortega Munilla publicaría después el libro de narraciones para niños Los tres sorianitos (1922).
En Derroñadas construyó una casa que recogió todos los elementos de construcción de la casa pinariega, y que, según G. Manrique de Lara, quedaría «como elevado ejemplo moral de conocimiento y sencillo museo en el que podrán inspirarse los arquitectos encargados de proyectar viviendas en la zona pinariega de Soria».
Fallecido en Sevilla en 1965, fue enterrado en el panteón familiar del cementerio de Soria.
Según Manuel Fal Conde, Hermenegildo García Verde fue «el auténtico trasunto de su padre, don Hermenegildo García Sanz, el patriarca y fundador de tantas obras óptimas».

## Familia y vinculación con el carlismo
Tuvo por hermanos a Cándida, Carmen, Pilar, Tomasa, Celestino, José María, Mercedes, Manuel, Ricardo y Ramón García Verde. Uno de ellos, José María García Verde, fue jefe de la Comunión Tradicionalista en Andalucía Occidental durante la Segunda República y perteneció después a la Junta Nacional Carlista de Guerra. Otro de ellos, Celestino, murió combatiendo en la guerra civil.
Su sobrina Mercedes de la Gándara García (hija de su hermana Cándida) se casó con Juan Sáenz-Díez, también destacado dirigente carlista durante la guerra civil, el franquismo y la Transición. Otro de sus sobrinos, José Luis Marín García-Verde (hijo de su hermana Tomasa), fue combatiente requeté y militar y estuvo implicado en los sucesos de Montejurra de 1976.
Hermenegildo García Verde se casó con Genara Llorente Labrué. Sus hijos Hermenegildo y José Ramón García Llorente se destacaron en el carlismo del último tercio del siglo XX. El primero, veterano requeté, participó a principios de la década de 1970 en la reconstitución de la Comunión Tradicionalista, y el segundo fue un estrecho colaborador de Sixto Enrique de Borbón en las décadas de 1980 y 1990.
Uno de sus nietos, José Ramón García Gallardo, es presbítero de la Hermandad Sacerdotal San Pío X y consiliario nacional de las Juventudes Tradicionalistas.